# ارناخون
ارناخون (به لاتین: Arnakhon) یک تقسیمات کشوری در تاجیکستان است که در ولایت سغد واقع شده‌است. ارناخون ۱۷۲ نفر جمعیت دارد.